# Michele Pompeo Meta
Michele Pompeo Meta (Villa Santa Lucia, 8 maggio 1953) è un politico italiano, deputato alla Camera dal 30 giugno 2005 al 22 marzo 2018, dove ha presieduto la 9ª Commissione Trasporti della Camera dal 6 giugno 2006 al 28 aprile 2008 e dal 7 maggio 2013 al 22 marzo 2018.
È stato anche presidente del consiglio di amministrazione di Trenitalia dal 2020 al 2023.

## Biografia
Nato a Villa Santa Lucia, in provincia di Frosinone, ma vive a Roma; ha conseguito il diploma all'istituto tecnico aeronautico.
Esponente del Partito Comunista Italiano (PCI) durante le sue ultime fasi, alle elezioni regionali nel Lazio del 1990 si candida tra le sue liste, venendo eletto in consiglio regionale del Lazio. Nel 1991 aderisce alla svolta della Bolognina di Achille Occhetto dal PCI al Partito Democratico della Sinistra (PDS), andando a rivestire il ruolo di capogruppo nel consiglio regionale laziale.
Alle regionali laziali del 1995 si ricandida col PDS, nella mozione del giornalista indipendente Piero Badaloni, venendo rieletto consigliere regionale, e successivamente nominato assessore ai trasporti e lavori pubblici nella giunta regionale di centro-sinistra presieduta da Piero Badaloni.
Nel 1998 aderisce alla svolta di Massimo D'Alema dal PDS ai Democratici di Sinistra (DS), con cui alle regionali laziali del 2000, sostenendo l'uscente Badaloni, viene eletto per la terza volta in consiglio regionale del Lazio, dov'è capogruppo dei DS e coordina le attività de L'Ulivo. Inoltre, dal 2001 al 2006, ricopre l'incarico di segretario regionale dei DS nel Lazio.

### Elezione a deputato
Alle elezioni politiche suppletive del 2005 viene candidato alla Camera dei deputati nel collegio uninominale Roma-Don Bosco, sostenuto da L'Unione (coalizione di centro-sinistra dell'epoca), venendo eletto deputato con l'84,4% dei voti contro il 15,6% del candidato della Casa delle Libertà Pietro Tilia. Nella XIV legislatura della Repubblica è stato componente della 9ª Commissione Trasporti, poste e telecomunicazioni.
Alle elezioni politiche del 2006 viene riconfermando deputato nella XV legislatura, dove presiede la 9ª Commissione Trasporti, poste e telecomunicazioni.
Nel 2007 aderisce al neonato Partito Democratico (PD).

### Capogruppo PD nella Commissione Trasporti
Alle elezioni politiche del 2008 viene ricandidato a Montecitorio, tra le liste del PD nella medesima circoscrizione in sesta posizione, venendo eletto per la terza volta. Nella XVI legislatura è stato membro e capogruppo per il PD nella 9ª Commissione Trasporti, poste e telecomunicazioni, oltre a far parte della Commissione speciale per l'esame di disegni di legge di conversione di decreti-legge.

### Presidente della Commissione Trasporti
Alle elezioni politiche del 2013 viene ricandidato alla Camera, tra le liste del PD nella circoscrizione Lazio 1 in ottava posizione, venendo eletto per la quarta volta. Nella XVII legislatura ha ricoperto nuovamente il ruolo di presidente della 9ª Commissione Trasporti, poste e telecomunicazioni.

### Fuori dal Parlamento
In vista delle elezioni politiche del 2018 annuncia di non ricandidarsi più in Parlamento.
Nel 2019, con l'elezione di Nicola Zingaretti a segretario del PD, viene nominato da quest'ultimo commissario del PD a Napoli. A dicembre dello stesso anno Zingaretti lo nomina come capo della sua segreteria politica.
A dicembre 2020 viene nominato presidente del consiglio di amministrazione di Trenitalia, al posto di Tiziano Onesti.